# Millingen (Rheinberg)
Millingen ist ein Ortsteil (amtlich Wohnplatz) innerhalb des Stadtbezirks Rheinberg der Stadt Rheinberg im Kreis Wesel in Nordrhein-Westfalen. Bis 1939 war Millingen eine eigenständige Gemeinde im damaligen Kreis Moers.

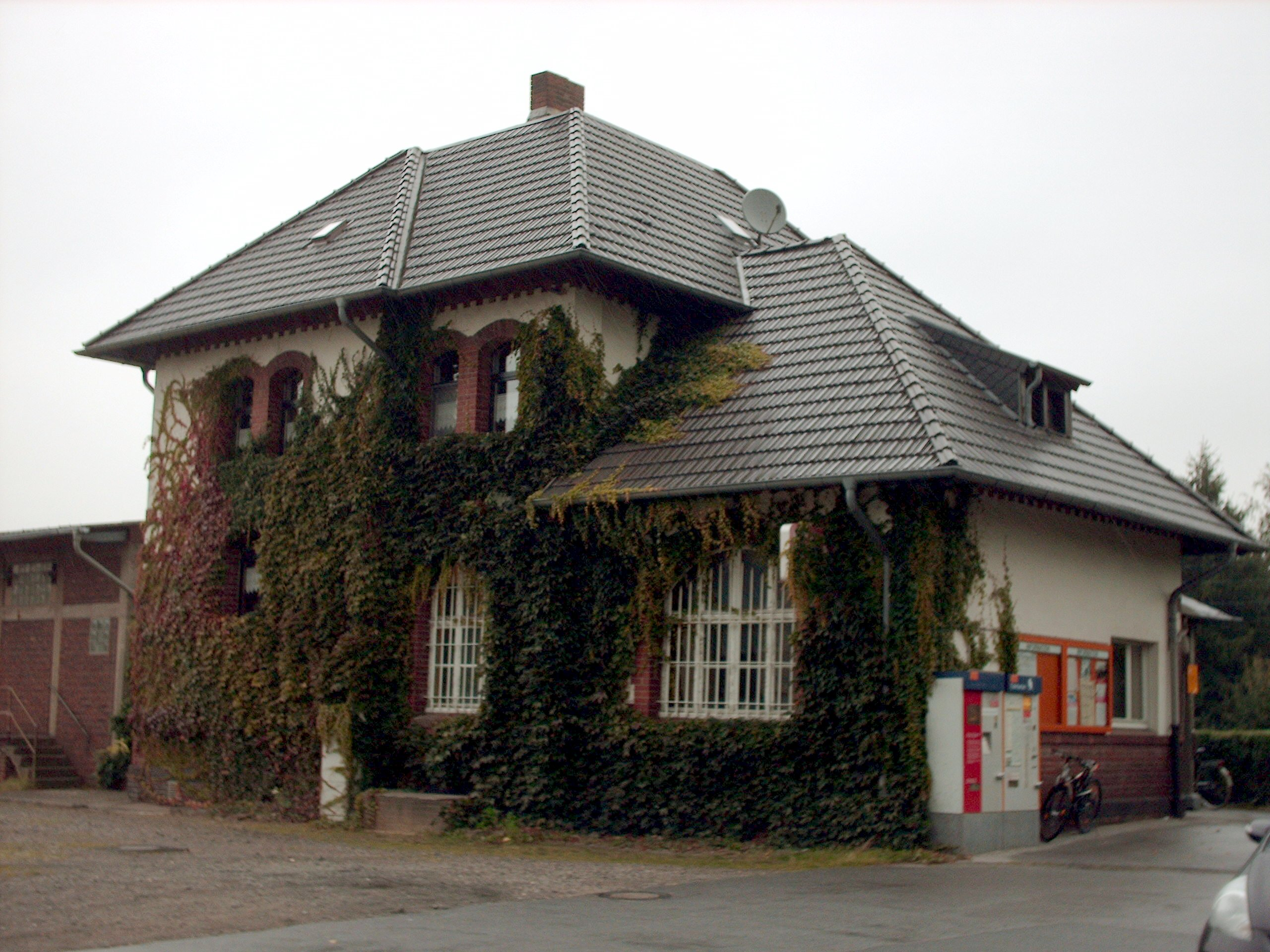
Bahnhof Millingen

## Geographie
Millingen liegt etwa zwei Kilometer nordwestlich der Rheinberger Kernstadt zwischen der Bundesautobahn 57 und der Bahnstrecke von Duisburg nach Xanten. Die ehemalige Gemeinde Millingen besaß eine Fläche von 1,87 km².

## Geschichte

Lage der Gemarkung Millingen in Rheinberg

Millingen bildete seit dem 19. Jahrhundert eine Landgemeinde in der preußischen Bürgermeisterei Alpen. Diese gehörte bis 1857 zum Kreis Geldern und seit 1857 zum Kreis Moers.
Am 1. April 1939 wurde Millingen in die Gemeinde Alpen eingegliedert. Durch das Niederrhein-Gesetz wurde Millingen am 1. Januar 1975 aus der Gemeinde Alpen in die Stadt Rheinberg umgegliedert und gehört seitdem zum Kreis Wesel.

## Einwohnerentwicklung
| Jahr | Einwohner | Quelle |
| ---- | --------- | ------ |
| 1832 | 115       | [ 5 ]  |
| 1864 | 112       | [ 6 ]  |
| 1871 | 100       | [ 7 ]  |
| 1885 | 107       | [ 8 ]  |
| 1910 | 116       | [ 9 ]  |
| 1925 | 133       | [ 3 ]  |
| 1933 | 130       | [ 10 ] |

## Baudenkmäler
Das Bahnhofsgebäude von Millingen steht unter Denkmalschutz.

## Kultur
Träger des lokalen Brauchtums sind der Bürgerschützenverein von 1863 und die St. Ulrich Schützenbruderschaft von 1933.

## Sport
Der örtliche Sportverein ist der SV Millingen 1928.

## Verkehr
In Millingen liegt der Bahnhof Millingen der Bahnstrecke RRB RB31 von Duisburg nach Xanten.